# كفر الشيخ إبراهيم (القليوبية)
كفر الشيخ إبراهيم إحدى قرى مركز بنها التابع لمحافظة القليوبية بجمهورية مصر العربية.

## السكان
بلغ عدد سكان كفر الشيخ إبراهيم 5,691 نسمة، حسب الإحصاء الرسمي لعام 2006.